# Václav Vlček (spisovatel)
Václav Vlček (12. září 1839 Střechov nad Sázavou — 17. srpna 1908 Královské Vinohrady) byl český spisovatel, novinář, dramatik a básník. Od roku 1870 do konce života redigoval revui Osvěta, v níž publikoval množství literárních prací a populárně vědeckých článků více než stovky významných i začínajících českých autorů; časopis byl velmi oceňovaný a oblíbený ve vlasteneckých kruzích. Ve vlastní tvorbě se soustředil na povídky, romány a dramata čerpající z historie i současných námětů. Psal idealizovaným realistickým stylem, snažil se o kultivování vkusu a pozvednutí morálky čtenářů v národním duchu. Na jeho historické povídky navázali Václav Beneš Třebízský a Alois Jirásek.

## Život
Václav Vlček se narodil 12. září 1839 ve Střechově u Kácova v rodině sedláka jako nejmladší z osmi dětí. Roku 1851 odešel do Prahy na Amerlingovu Budeč, odkud o rok později přestoupil na akademické gymnázium. Vystudoval filologii a roku 1863 přijal místo jako suplent — nejprve na pražském akademickém gymnáziu a o dva roky později v Českých Budějovicích. Tam se ihned zapojil do kulturního života. 15. října 1865 se stal členem Besedy a postavil se do čela divadelních ochotníků, se kterými uspořádal 26. prosince dvě představení — Žena panovnice a První den po svatbě. Když se roku 1867 vrátily české korunovační klenoty z Vídně (kde byly uschovány po dobu prusko-rakouské války) do Prahy, vystoupil Vlček při té příležitosti s projevem na slavnostní akademii.
Vlčkovým hlavním zájmem ale byla literatura. Aby se jí mohl věnovat, opustil v prosinci 1867 k velké lítosti místní kulturní veřejnosti České Budějovice (s občany se rozloučil na slavnostním večeru) a odebral se do Prahy, kde vstoupil do redakce Národních listů a časopisu Hlas. Přispíval do dvanácti časopisů a samostatně publikoval historické povídky a dramata (viz Dílo).
Roku 1871 začal vydávat revui Osvěta. Byl to odvážný čin — pod stejným názvem vydával časopis krátce předtím i Ferdinand Schulz, ale musel se vzdát pro nedostatek odběratelů. Ani Vlčkovy začátky nebyly jednoduché; například podle Josefa Durdíka obsahovalo první číslo příliš mnoho beletrie a málo odborných článků na výši doby. Vlček se ale snažil oslovit co nejširší veřejnost, což vyžadovalo vhodně spojit poučné s aktuálním a zábavným. Smyslem časopisu mělo být, přiblížit čtenářům různé vědecké obory (např. literární historie, biologie, slavistika, lingvistika) a umělecké proudy, přičemž nejvýrazněji byl zastoupen starý idealistický směr. Politicky propagoval práva Českého království a slovanskou vzájemnost. Redaktorovy organizátorské schopnosti a jeho talent pro vyhledávání kvalitních spolupracovníků ale nakonec slavily úspěch. V osmém ročníku se již Osvětě dostalo širokého uznání. Předplatné tohoto časopisu se stalo projevem vlastenectví a k významným abonentům patřily čtenářské a osvětové spolky na venkově. V polovině roku 1884 napočítal recenzent, že Osvěta dosud otiskla práce 192 autorů. V jubilejním 25. ročníku (1895) podepsalo 133 spisovatelů uznání, že tento časopis vykonal velké kulturní a vlastenecké dílo ve směru obrany národního sebezachování. Do ostrých stranických sporů se nezapojoval.
Vlček byl rovněž veřejně činný. Určitou dobu byl členem zastupitelstva a městské rady (ve funkci výběrčího potravní daně), zastával funkci jednatele Svatoboru a předsedy literárního odboru Umělecké besedy. Vystupoval s veřejnými projevy, např. r. 1874 na slavnosti V. Kl. Klicpery v Chlumci (1874) a J. E. Vocela v Kutné Hoře (1876); promluvil rovněž na pohřbech Vítězslava Hálka a Václava Beneše Třebízského.
Redaktorem Osvěty zůstal Vlček do konce života.

## Rodina a úmrtí
Roku 1868 se výhodně oženil a s manželkou Annou, rozenou Kurzovou, vychoval čtyři děti (dcera Ludmila * 1869, synové Bohuslav * 1875, Vladimír * 1878 a Milan * 1879). Jako majitel domu a vydavatel časopisu byl Vlček zdatným podnikatelem. Rodina roku 1881 zakoupila novorenesanční vilu čp. 125 se zahradou na Vinohradech, kterou Vlček podle svého časopisu pojmenoval Vila Osvěta. Větší část domu pronajímal. V podnájmu u něj v letech 1886-1889 bydlel pozdější prezident republiky Tomáš Garrigue Masaryk s rodinou, 14. září 1886 se tam narodil Jan Masaryk. Jejich vztahy narušil spor o pravost rukopisů, a pravděpodobně také vliv prostředí.
V posledních letech Vlček trpěl kornatěním tepen, které postupně zasáhlo srdce a znemožňovalo mu pohyb. Dostal také šedý zákal, v jehož důsledku téměř oslepl. Zemřel ve své vile Osvěta na Královských Vinohradech 17. srpna 1908, pohřben byl na Vinohradském hřbitově.

## Dílo
Vlčkovou první publikovanou prací byla alegorie o ptačí válce z roku 1859 v Humoristických listech, v níž mnozí viděli narážku na nedávné boje s Itálií. Před hrozícím postihem ho zachránil jeho učitel, farář Václav Štulc. Následujícího roku vydal v témže časopise povídku Dvoje polití, oceněnou Vilímkovou cenou.
Později přispíval do řady časopisů. Byl autorem básní, povídek, románů a dramat. Knižně vyšly jeho práce:
- Po půlnoci (1863), první samostatně vydaný román. Námět čerpá z bitvy u Kolína (1757); název naznačuje, že pruskou porážkou skončila doba nejtěžšího útlaku českého národa.[4]
- Eliška Přemyslovna (1866), truchlohra v pěti jednáních
- Jan Pašek z Vratu : Obraz dějin českých věku šestnáctého (1867)
- Milada (1869), truchlohra v pěti jednáních z doby útisku Jednoty bratrské za krále Vladislava Jagellonského. Hlavní hrdinka ze zoufalství zabije pronásledovatele (Albrechta z Kolovrat) a je popravena; činem vzbudila opovržení jak u nepřátel, tak i ve vlastních řadách, protože se tím zpronevěřila bratrské zásadě nenásilí.[15]
- Paní Lichnická : Pověst z počátku XVI. století (1870)
- Poslání Pražanům a tolikéž jiným měštěnínům českého jazyka (1872)
- Jan Švehla (1873), povídka o nelítostném husitském bojovníkovi, kterého láska k dívce přesvědčila o nesmyslnosti válčení a přivedla ho k učení Chelčického; spolubojovníci ale jeho názorovou změnu nepochopili a zabili ho jako zrádce. Autor zde ilustruje přechod od husitství k Jednotě bratrské.[15]
- O nynějších poměrech českých : desatero kapitol lidu českému (1875)
- Věnec vavřínový (1877), podle Fr. Zákrejse jeden ze dvou jeho stěžejních románů (vedle Zlata v ohni)[16]
- Lipany (1881), truchlohra v pěti jednáních
- Zlato v ohni (1882), román z prusko-rakouské války[17]
- Dalibor (1888), historický román
- Povodeň (1891), truchlohra v pěti jednáních, podle vlastního románu Samohradův[18]
- Černé jezero : Román mladého srdce (1893). Projevuje zde lásku k Šumavě, kterou poznal během letních pobytů.[19]
- Druhové z mládí (1907), román
- Sněhy a ledy : drobné příběhy a velké otázky (1908), vzpomínky

Jako spisovatel byl řazen mezi realisty, ale realita v jeho dílech byla idealizovaná. Měl smysl pro detail; navštěvoval místa děje svých prací, aby co nejlépe zapadla do skutečného prostředí. V důsledku toho ale byly také jeho práce objemné a někdy rozvláčné, což se vytýkalo například románu Senohrady. V některých historických pracích se nechával unášet fantazií na úkor pravdivosti podání.
Po roce 1860 obnovil upadající zájem čtenářů o historickou prózu. Na jeho dílo pak navázal například Václav Beneš Třebízský nebo Alois Jirásek.
Vliv na něj měli Charles Dickens a Ivan Sergejevič Turgeněv, z českých autorů pak v mládí Vítězslav Hálek a Jan Neruda. Myšlenkově spřízněný byl i s Karolinou Světlou.
Současníci uznávali Vlčka především pro jeho odvahu, vytrvalost a cílevědomé úsilí, které projevil při založení a řízení časopisu Osvěta. Kolem něj shromáždil elitní sbor literátů a vědců a zejména v prvních 25 ročnících zajistil jeho vysokou úroveň.
Vlček byl věrný svým ideálům a zásadám, kde na prvním místě stála „starovlastenecká“ láska k vlasti a národu. Jeho hlavní snahou bylo povznesení českého písemnictví, zušlechtění vkusu, rozkvět jazyka. Politicky byl mírně konzervativní, za národní zlo pokládal nejednotnost a nedostatek snahy o sjednocení Slovanstva.